# Pentilina
De Pentilina zijn een subtribus van vlinders uit de tribus Liptenini van de familie Lycaenidae.

## Geslachten
- Alaena
- Liptenara
- Pentila
- Ornipholidotos
- Ptelina
- Telipna
- Torbenia